# South Pole (Oper)
South Pole (dt.: Südpol) ist eine Oper (Originalbezeichnung: „Doppeloper“) in zwei Teilen von Miroslav Srnka (Musik), die er als Auftragswerk für die Bayerische Staatsoper komponierte. Das Libretto stammt von Tom Holloway. Die Uraufführung fand am 31. Januar 2016 in München statt. Das Werk behandelt den Wettlauf um das erste Erreichen des Südpols zwischen Robert Falcon Scott und Roald Amundsen von 1910 bis 1912.

## Handlung
Die Handlung der Oper folgt den historischen Abläufen der beiden Südpolexpeditionen. Die beiden Reisen werden mal parallel überlagernd und mal phasenverschoben hintereinander dargestellt.

### Erster Teil
Szene A „First Cable“. Amundsen schickt Scott ein Telegramm, in dem er ihm sein geändertes Reiseziel mitteilt. Bis zu diesem Zeitpunkt ging Scott davon aus, dass sein Rivale vorhatte, den Nordpol zu erreichen. Nun handelt es sich um einen Wettlauf.
Szene B „Arrival“. Beide Teams entladen ihre Schiffe und bereiten ihr Winterlager vor. Scott hat Ponys und Motorschlitten geladen. Amundsen dagegen hat sich für Schlittenhunde und Skier entschieden.
Szene C „Winter“. Der Winter bricht an. Beide Teams haben Grammophone zur Unterhaltung. Scott spielt die von Enrico Caruso gesungene „Blumenarie“ aus Carmen. Einer seiner Leute bastelt daraus ein „Carusophon“, das der Besatzung des Winterlagers als Wecker-Ersatz dienen soll. Der eigentliche Wecker ging bei einem „Tanz“ zu Bruch, und in der langen Polarnacht fürchten die Männer, den Schlaf-Wach-Rhythmus aus dem Ruder zu bringen. In Amundsens Lager dagegen erklingt „Solvejgs Lied“ aus Peer Gynt, gesungen von Borghild Bryhn Langaard. In einer Vision erscheint Scott seine Ehefrau Kathleen.
Szene D „Starting line“. In Amundsens Lager kommt es zum Streit. Johansen wirft Amundsen vor, das Team in Gefahr gebracht zu haben. Wisting nennt ihn einen Säufer. Scott und Amundsen werden in ihren Träumen von ihren jeweiligen Rivalen geplagt. Beide Teams machen sich zum Aufbruch bereit. Scotts Motorschlitten fällt aus. Auch seine Ponys sind nicht ganz bei Kräften.
Szene E „Race“. Amundsens Team dagegen hat Probleme mit Gletscherspalten. Amundsen halluziniert von einer früheren Freundin, der „Landlady“, die sich seinetwegen umgebracht hatte.
Szene F „Killing“. Beide Teams müssen ihre Tiere notschlachten.
Szene G „Home“. Scott und Amundsen erscheinen erneut ihre Frauen.

### Zweiter Teil
Szene H „Letters“. Johansen und ein Mitglied aus Scotts Team schreiben Tagebuch. Amundsen stellt Johansen deswegen zur Rede und drängt zur Eile.
Szene I „Pole 1“. Amundsens Team erreicht als erstes den Pol und errichtet die norwegische Fahne.
Szene J „Ladies“. Die beiden imaginären Frauen treten in Kontakt miteinander.
Szene K „Pole 2“. Scotts Team erreicht den Pol. Ihre Enttäuschung beim Anblick der norwegischen Fahne ist groß.
Szene L „Birds“. Während eines instrumentalen Zwischenspiels werden Texte aus Scotts Tagebuch eingeblendet. Während Scott von seiner Ehefrau heimgesucht wird, klagt Johansen über die Anstrengungen und die Einsamkeit. Seine Kameraden machen sich über ihn lustig. Evans, einer von Scotts Leuten, klagt über eine nicht heilen wollende Handverletzung, die er längere Zeit geheim gehalten hatte.
Szene M „Collapse“. Evans stirbt. Amundsens Gruppe erlegt Robben. Ihre Rückreise macht gute Fortschritte. Scotts Vorräte im Basislager dagegen erweisen sich als unbrauchbar. Das nächste Mitglied von Scotts Expedition, Oates, stirbt nach einer Fußverletzung.
Szene N „Goodbyes“. Amundsens Expedition ist erfolgreich in die Heimat zurückgekehrt. Amundsen erklärt Johansen, dass er ihn aus dem Reisebericht gestrichen hat und somit nicht am Ruhm teilhaben soll. Unterdessen sterben die übrigen von Scotts Leuten. Ihm selbst erscheint vor seinem Tod noch einmal seine Frau. Auch Amundsen wird von der „Landlady“ heimgesucht.
Szene O „Final Cable“. Die Holzbläser imitieren die Morsezeichen von Amundsens Erfolgstelegramm, während Scott verloren in der Eiswüste vor Kälte zittert.

## Gestaltung
Die Oper benötigt ein großes Orchester, das ungefähr mit dem Umfang eines Strauss-Orchester vergleichbar ist. Hinzu kommen Kuhglocken, Marimbas, ein Vibraphon, ein Glockenspiel und Eierschneider.
Die Partitur sieht folgende Instrumente vor:
- Holzbläser: vier Flöten (2. und 3. auch Piccolo, 4. auch Bassflöte), drei Oboen, sechs Klarinetten in B (5. und 6. auch Bassklarinette), drei Fagotte (2. und 3. auch Kontrafagott)
- Blechbläser: sechs Hörner in F, vier Trompeten in C, drei Posaunen, Basstuba
- Akkordeon
- Klavier zu vier Händen
- Schlagzeug (vier Spieler)
- Streicher: vierzehn Violinen 1, zwölf Violinen 2, zehn Violen, acht Violoncelli, sechs Kontrabässe

## Geschichte
Miroslav Srnka arbeitete fünf Jahre an der Komposition, die er im Oktober 2015 fertigstellte. Bei der Uraufführung am 31. Januar 2016 an der Bayerischen Staatsoper München sangen im Team „Scott“: Rolando Villazón (Robert Falcon Scott), Tara Erraught (Kathleen Scott), Dean Power (Lawrence Oates), Kevin Conners (Edward „Uncle Bill“ Wilson), Matthew Grills (Edgar Evans) und Joshua Owen Mills (Henry „Birdie“ Bowers). Im Team „Amundsen“ sangen: Thomas Hampson (Roald Amundsen), Mojca Erdmann (Landlady), Tim Kuypers (Hjalmar Johansen), John Carpenter (Oscar Wisting), Christian Rieger (Helmer Hanssen) und Sean Michael Plumb (Olav Bjaaland). Die musikalische Leitung des Bayerischen Staatsorchesters hatte Kirill Petrenko. Die Inszenierung stammte von Hans Neuenfels, das Bühnenbild von Katrin Connan und Hans Neuenfels, die Kostüme von Andrea Schmidt-Futterer und das Lichtdesign von Stefan Bolliger. Ein Mitschnitt der Aufnahme wurde auf ARTE Concert als Internet-Stream ausgestrahlt.
Eine zweite Produktion der Oper hatte am 27. Mai 2017 im Staatstheater Darmstadt Premiere. Der Dirigent war Johannes Harneit. Die Inszenierung stammte von Karsten Wiegand. Für Bühne und Kostüme waren Bärbl Hohmann und Karsten Wiegand zuständig.